# Jadwisin (powiat wołomiński)
Jadwisin – wieś w Polsce, położona w województwie mazowieckim, w powiecie wołomińskim, w gminie Strachówka.
| SIMC    | Nazwa    | Rodzaj     |
| ------- | -------- | ---------- |
| 0691895 | Ludwików | przysiółek |

W latach 1975–1998 wieś należała administracyjnie do województwa siedleckiego.
Wierni Kościoła rzymskokatolickiego należą do parafii św. Jakuba Apostoła w Jadowie.